# Трикозов, Глеб Владимирович
Глеб Владимирович Трикозов (род. 12 августа 2004, Омск) — российский хоккеист, нападающий. Мастер спорта России (2023).

## Биография
Воспитанник омского «Авангарда». В сезоне 2020/21 дебютировал за команду МХЛ «Омские ястребы», со следующего сезона стал также выступать в ВХЛ за «Омские крылья». 6 декабря 2022 года в домашней игре против «Салавата Юлаева» (1:3) дебютировал за «Авангард» в КХЛ.
На драфте НХЛ 2022 года был выбран во 2-м раунде под общим 60-м номером клубом «Каролина Харрикейнз».